# Група Баумслага — Солітера

Граф Келі групи.

Група Баумслага — Солітера — група з двома твірними {\displaystyle a} і {\displaystyle b} і одним співвідношенням
{\displaystyle ab^{m}a^{-1}=b^{n}.}
Зазвичай, цю групу позначають {\displaystyle BS(m,n)}.

## Приклади і властивості
- {\displaystyle BS(1,1)} це вільна абелева група з двома твірними.
- {\displaystyle BS(1,-1)} фундаментальна група пляшки Кляйна.
- {\displaystyle BS(1,n)} при {\displaystyle n>1} ізоморфна підгрупі групи афінних перетворень дійсної прямої, породжена відображеннями {\displaystyle a:x\to nx} і {\displaystyle b:x\to x+1}.
- Група {\displaystyle BS(2,3)} (поряд з іншими групами {\displaystyle BS(m,n)}, для яких множини простих дільників чисел m і n не збігаються) є найвідомішим прикладом негопфової групи[1]. А саме, епіморфізм {\displaystyle \varphi :a\mapsto a,\,\varphi :b\mapsto b^{2}} не є автоморфізмом {\displaystyle BS(2,3)}.
- Група {\displaystyle BS(n,m)} допускає лінійне подання {\displaystyle a\mapsto {\big (}{\begin{smallmatrix}1&1\\0&1\end{smallmatrix}}{\big )}} і {\displaystyle b\mapsto {\big (}{\begin{smallmatrix}{\frac {n}{m}}&0\\0&1\end{smallmatrix}}{\big )}} .
  - Це подання не є ефективним, тобто різні елементи групи можуть відповідати одному лінійному оператору.
- Група {\displaystyle BS(m,n)} залишково скінченна тоді й лише тоді, коли {\displaystyle |m|=1}, {\displaystyle |n|=1}, або {\displaystyle |m|=|n|}[2].